# フォトタイムス
フォトタイムス（英称:PHOTO TIMES）とは、戦前の日本で、オリエンタル写真工業企画宣伝課内に設置されたフォトタイムス社から刊行されていた写真雑誌。1924年3月創刊、1941年休刊。

## 概要
1924年3月に創刊し、創刊時には、木村専一が編集主幹であった。
1929年3月から、「モダーン・フォトセクション」というコーナーを設けて、欧米の写真の新動向（新興写真）を紹介し、日本の写真に大きな影響を与えた。この雑誌の写真掲載者、執筆者、読者等の中から、新興写真の担い手が多く登場していき、木村が1930年に結成した新興写真研究会の母体ともなった。
1931年には、渡辺義雄が編集に参加している。
1931年から1932年にかけて、木村が他数名と欧米の写真状況を視察し（バウハウスも訪問）、モホリ＝ナジ・ラースロー、マン・レイ、ウンボらの300点以上の写真作品を取得し、帰国後、これらの写真作品をフォトタイムスに掲載して、視察状況を紹介した（1932年12月号から1934年3月号まで）。
1932年には、渡辺義雄の戦前の活動を代表するシリーズ「カメラ・ウヮーク」を掲載している。
木村専一に次いで、1933年から田村榮が編集長となり、1940年12月まで継続した。戦時雑誌統廃合のため、1941年1月号からは『報道写真』に統合され、戦後は復刊することがなかった。
アサヒカメラに比べて、アマチュアのためというよりは、営業写真家を含めてプロの写真家のための雑誌という色彩が強かった（たとえば、撮影・現像等の技術を紹介する記事は、アサヒカメラに比べてかなり少ない）。また、海外の動向の紹介にも積極的であり、新興写真のみならず、前衛的な写真作品も多く掲載した。また、報道写真も十分に紹介している。1930年代末期には、さすがに、その内容は戦争写真に傾斜していったが、その間にも、前衛写真への視線を忘れてはいなかった。
なお、判型は、創刊時は菊判、1936年1月号から「ライフ判」、1937年1月号から四六倍判へと変化したという。